# ديفيد أ. جافي
ديفيد أ. جافي (بالإنجليزية: David A. Jaffe)‏ هو ملحن أمريكي، ولد في 29 أبريل 1955.

## وصلات خارجية
- ديفيد أ. جافي على موقع ميوزك برينز (الإنجليزية)
- ديفيد أ. جافي على موقع ديسكوغز (الإنجليزية)